# Lány labdarúgótorna a 2010. évi nyári ifjúsági olimpiai játékokon
A 2010. évi nyári ifjúsági olimpiai játékokon a lány labdarúgótornát augusztus 12. és 24. között rendezték a Jalan Besar Stadiumban. A tornán 6 nemzet csapata vett részt. A mérkőzések játékideje 2×40 perc. Azokon a mérkőzésen, amelyeken a győztesről dönteni kellett és a rendes játékidő letelte után döntetlen volt az eredmény hosszabbítást nem tartottak, hanem rögtön büntetőpárbaj következett.

## Lebonyolítás
A 6 résztvevőt 2 darab 3 csapatos csoportba sorsolták. Körmérkőzések döntötték el a csoportok végeredményét. A csoportból az első két helyezett jutott tovább az elődöntőbe, az elődöntők győztesei játszották a döntőt, a vesztesek a bronzéremért mérkőzhettek.

## Csoportkör
| Színmagyarázat                                               |
| ------------------------------------------------------------ |
| A csoportok első két helyezettje bejutott az elődöntőbe.     |
| A csoportok harmadik helyezettjei az 5. helyért játszhattak. |

### A csoport
| Csapat          | M | Gy | D | V | G+ | G– | Gk | P |
| --------------- | - | -- | - | - | -- | -- | -- | - |
| Törökország     | 2 | 2  | 0 | 0 | 8  | 2  | +6 | 6 |
| Irán            | 2 | 1  | 0 | 1 | 3  | 4  | −1 | 3 |
| Pápua Új-Guinea | 2 | 0  | 0 | 2 | 0  | 5  | −5 | 0 |

| 2010. augusztus 12. 18:00 |

| Törökország (TUR)                                  | 4–2               | Irán                         |
| -------------------------------------------------- | ----------------- | ---------------------------- |
| Karatas 6' Adeli 67' (öngól) Serin 70' Aydin 80+2' | (1–1) Jegyzőkönyv | Duran 13' (öngól) Aflaki 16' |

| Jalan Besar Stadium, Szingapúr Nézőszám: 2 493 Játékvezető: Michelle Pye (kanadai) |

| 2010. augusztus 15. 18:00 |

| Irán (IRI)    | 1–0               | Pápua Új-Guinea |
| ------------- | ----------------- | --------------- |
| Ardestani 43' | (0–0) Jegyzőkönyv |                 |

| Jalan Besar Stadium, Szingapúr Nézőszám: 827 Játékvezető: Katerina Monzul (ukrán) |

| 2010. augusztus 18. 18:00 |

| Pápua Új-Guinea (PNG) | 0–4               | Törökország                           |
| --------------------- | ----------------- | ------------------------------------- |
|                       | (0–1) Jegyzőkönyv | Duran 6' Baskol 52' Aytop 80+1' 80+3' |

| Jalan Besar Stadium, Szingapúr Nézőszám: 1 380 Játékvezető: Therese Raissa Neguel (kameruni) |

### B csoport
| Csapat             | M | Gy | D | V | G+ | G– | Gk | P |
| ------------------ | - | -- | - | - | -- | -- | -- | - |
| Egyenlítői-Guinea  | 2 | 2  | 0 | 0 | 7  | 2  | +5 | 6 |
| Chile              | 2 | 1  | 0 | 1 | 2  | 4  | −2 | 3 |
| Trinidad és Tobago | 2 | 0  | 0 | 2 | 1  | 4  | −3 | 0 |

| 2010. augusztus 12. 20:45 |

| Chile (CHI)   | 1–0               | Trinidad és Tobago |
| ------------- | ----------------- | ------------------ |
| Rodriguez 80' | (0–0) Jegyzőkönyv |                    |

| Jalan Besar Stadium, Szingapúr Nézőszám: 2 493 Játékvezető: Pannipan Kamnüng (thaiföldi) |

| 2010. augusztus 15. 20:45 |

| Trinidad és Tobago (TRI) | 1–3               | Egyenlítői-Guinea         |
| ------------------------ | ----------------- | ------------------------- |
| Prescott 64'             | (0–2) Jegyzőkönyv | Avomo 7' 40+1' Nchama 59' |

| Jalan Besar Stadium, Szingapúr Nézőszám: 827 Játékvezető: Gabriela Bandeira (uruguayi) |

| 2010. augusztus 18. 20:45 |

| Egyenlítői-Guinea (GEQ)       | 4–1               | Chile        |
| ----------------------------- | ----------------- | ------------ |
| Ndong 12' 68' Avomo 80' 80+2' | (1–1) Jegyzőkönyv | Orellana 35' |

| Jalan Besar Stadium, Szingapúr Nézőszám: 1 547 Játékvezető: Sandra Braz (portugál) |

## Helyosztók

### Elődöntők
| 2010. augusztus 21. 18:00 |

| Törökország (TUR)     | 2–3               | Chile                                    |
| --------------------- | ----------------- | ---------------------------------------- |
| Baskol 37' Akarsu 40' | (2–2) Jegyzőkönyv | Armijo 20' Rodriguez 26' Navarrete 80+4' |

| Jalan Besar Stadium, Szingapúr Nézőszám: 2 315 Játékvezető: Pannipan Kamnüng (thaiföldi) |

| 2010. augusztus 21. 20:45 |

| Egyenlítői-Guinea (GEQ)                              | 4–1               | Irán          |
| ---------------------------------------------------- | ----------------- | ------------- |
| Nchama Biyogo 32' Avomo 36' Ndong 56' (11-esből) 66' | (2–0) Jegyzőkönyv | Ardestani 46' |

| Jalan Besar Stadium, Szingapúr Nézőszám: 2 707 Játékvezető: Sandra Braz (portugál) |

### Az 5. helyért
| 2010. augusztus 23. 18:00 |

| Pápua Új-Guinea (PNG)    | 0–0         | Trinidad és Tobago         |
| ------------------------ | ----------- | -------------------------- |
|                          | Jegyzőkönyv |                            |
| Büntetőpárbaj            |             |                            |
| Steven Morris Obi Kaikas | 2–4         | Warrick Asson Jacob Sequea |

| Jalan Besar Stadium, Szingapúr Nézőszám: 1 615 Játékvezető: Gabriela Bandeira (uruguayi) |

### Bronzmérkőzés
| 2010. augusztus 24. 18:00 |

| Törökország (TUR)              | 3–0               | Irán |
| ------------------------------ | ----------------- | ---- |
| Baskol 3' Akarsu 51' Serin 71' | (1–0) Jegyzőkönyv |      |

| Jalan Besar Stadium, Szingapúr Nézőszám: 1 970 Játékvezető: Michelle Pye (kanadai) |

### Döntő
| 2010. augusztus 24. 20:45 |

| Chile (CHI)                                     | 1–1               | Egyenlítői-Guinea          |
| ----------------------------------------------- | ----------------- | -------------------------- |
| Orellana 25'                                    | (1–0) Jegyzőkönyv | Ndong 55' (11-esből)       |
| Büntetőpárbaj                                   |                   |                            |
| Navarrete Rodriguez Roa Gonzalez Parra Orellana | 5–3               | Ndong Nchama Nguema Obiang |

| Jalan Besar Stadium, Szingapúr Nézőszám: 2 720 Játékvezető: Katerina Monzul (ukrán) |

| A 2010. évi nyári ifjúsági olimpiai játékok lány labdarúgótornájának olimpiai bajnoka |
| · CHILE · 1. cím                                                                      |
| ------------------------------------------------------------------------------------- |

## Gólszerzők
| 5 gólos - Felicidad Avomo (GEQ) - Judit Ndong (GEQ) 3 gólos - Hilal Baskol (TUR) 2 gólos - Romina Orellana (CHI) - Melisa Rodriguez (CHI) - Fatemeh Ardestani (IRI) - Dilan Akarsu (TUR) - Nazmiye Aytop (TUR) - Feride Serin (TUR) | 1 gólos - Francisca Armijo (CHI) - María Navarrete (CHI) - Leticia Nchama Biyogo (GEQ) - Verónica Nchama (GEQ) - Shahin Aflaki (IRI) - Brittaney Prescott (TRI) - Fatemeh Adeli (TUR) - Kubra Aydin (TUR) - Eda Duran (TUR) - Eda Karatas (TUR) öngólos - Eda Duran (TUR) |  |

## Végeredmény
| Helyezés | Csapat                   | M | Gy | D | V | G+ | G– | Gk | P  |
| -------- | ------------------------ | - | -- | - | - | -- | -- | -- | -- |
| Arany    | Chile (CHI)              | 4 | 2  | 1 | 1 | 6  | 7  | –1 | 7  |
| Ezüst    | Egyenlítői-Guinea (GEQ)  | 4 | 3  | 1 | 0 | 12 | 4  | +8 | 10 |
| Bronz    | Törökország (TUR)        | 4 | 3  | 0 | 1 | 13 | 5  | +8 | 9  |
| 4.       | Irán (IRI)               | 4 | 1  | 0 | 3 | 4  | 11 | –7 | 3  |
|          |                          |   |    |   |   |    |    |    |    |
| 5.       | Trinidad és Tobago (TRI) | 3 | 0  | 1 | 2 | 1  | 4  | –3 | 1  |
| 6.       | Pápua Új-Guinea (PNG)    | 3 | 0  | 1 | 2 | 0  | 5  | –5 | 1  |